# 프리즈 미
《프리즈 미》(일본어: フリーズ・ミー, 영어: Freeze Me)는 일본에서 제작된 이시이 다카시 감독의 2000년 범죄, 스릴러, 드라마 영화이다. 이노우에 하루미 등이 주연으로 출연하였고 Nobuaki Nagae 등이 제작에 참여하였다.

## 출연

### 주연
- 이노우에 하루미
- 키타무라 카즈키
- 츠루미 신고
- 마츠오카 슌스케
- 다케나카 나오토

## 기타
- 미술: 야마자키 테루